# 克瓦斯內斯半島
67°2′S 57°0′E / 67.033°S 57.000°E
克瓦斯內斯半島是南極洲的半島，位於愛德華八世灣南岸，處於厄於加倫島群以西，該半島根據挪威探險隊拍攝的空中照片被該國製圖師繪入地圖。